# فارکاژدین
فارکاژدین (به صربی: Farkaždin) یک منطقهٔ مسکونی در صربستان است که در Zrenjanin City واقع شده‌است. فارکاژدین ۱٬۳۸۶ نفر جمعیت دارد و ۶۳ متر بالاتر از سطح دریا واقع شده‌است.